# Nordsanger
Nordsanger (Phylloscopus borealis eller Seicercus borealis) er en lille spurvefugl, der lever i det nordlige Eurasien.